# Billion Dollar Babies
Billion Dollar Babies je šesté studiové album americké hard rockové skupiny Alice Cooper, vydané v roce 1973 u Warner Bros. Records. Album se dostalo do čela americké (Billboard 200) i britské (UK Albums Chart) hitparády. V USA se za prodej více než milionu kusů stalo platinovým.

## Seznam skladeb
| Strana 1 | Strana 1              | Strana 1                                               | Strana 1 |
| Pořadí   | Název                 | Autor                                                  | Délka    |
| -------- | --------------------- | ------------------------------------------------------ | -------- |
| 1.       | Hello Hooray          | Rolf Kempf                                             | 4:15     |
| 2.       | Raped and Freezin'    | Alice Cooper, Michael Bruce                            | 3:19     |
| 3.       | Elected               | Cooper, Bruce, Glen Buxton, Dennis Dunaway, Neal Smith | 4:05     |
| 4.       | Billion Dollar Babies | Cooper, Bruce, Reggie Vinson                           | 3:43     |
| 5.       | Unfinished Sweet      | Cooper, Bruce, Smith                                   | 6:18     |

| Strana 2       | Strana 2             | Strana 2                              | Strana 2 |
| Pořadí         | Název                | Autor                                 | Délka    |
| -------------- | -------------------- | ------------------------------------- | -------- |
| 6.             | No More Mr. Nice Guy | Bruce, Cooper                         | 3:06     |
| 7.             | Generation Landslide | Cooper, Bruce, Dunaway, Smith, Buxton | 4:31     |
| 8.             | Sick Things          | Bruce, Cooper, Bob Ezrin              | 4:18     |
| 9.             | Mary Ann             | Bruce, Cooper                         | 2:21     |
| 10.            | I Love the Dead      | Ezrin, Cooper                         | 5:09     |
| Celková délka: | Celková délka:       | Celková délka:                        | 40:51    |

## Sestava
- Alice Cooper – zpěv
- Glen Buxton – sólová kytara
- Michael Bruce – rytmická kytara, klávesy, doprovodný zpěv
- Dennis Dunaway – baskytara, doprovodný zpěv
- Neal Smith – bicí
- Donovan – zpěv v „Billion Dollar Babies“
- Steve „Deacon“ Hunter – kytara
- Mick Mashbir – kytara
- Dick Wagner – kytara
- Bob Dolin – klávesy
- David Libert – doprovodný zpěv
- Bob Ezrin – klávesy